# Sulcacis bidentulus
Sulcacis bidentulus is een keversoort uit de familie houtzwamkevers (Ciidae). De wetenschappelijke naam van de soort werd in 1847 gepubliceerd door Wilhelm Gottlob Rosenhauer.